# Rapito
Rapito er en italiensk film fra 2023 af Marco Bellocchio.

## Medvirkende
- Enea Sala som Edgardo Mortara
- Leonardo Maltese som Edgardo Mortara
- Paolo Pierobon som Pius IX
- Fausto Russo Alesi som Salomone "Momolo" Mortara
- Barbara Ronchi som Marianna Mortara
- Andrea Gherpelli som Angelo Padovani
- Samuele Teneggi som Riccardo Mortara
- Corrado Invernizzi som Judge Carboni